# Slawee Kadir
Slawee Kadir (ur. 28 czerwca 1933) – hongkoński hokeista na trawie, uczestnik Letnich Igrzysk Olimpijskich 1964.
Kadir był bramkarzem i jednocześnie kapitanem drużyny narodowej na igrzyskach w Tokio. Reprezentował tam Hongkong we wszystkich siedmiu spotkaniach. Sześć spotkań hongkońscy hokeiści przegrali, tylko jedno zremisowali (1–1 z Niemcami). Hongkończycy zajęli ostatnie miejsce w swojej grupie i jako jedyna drużyna na turnieju nie odnieśli zwycięstwa. W klasyfikacji końcowej jego drużyna zajęła ostatnie 15. miejsce. W całym turnieju Kadirowi strzelono 26 goli.
Kadir był w składzie Hongkongu na Igrzyskach Azjatyckich 1962 w Dżakarcie, na których Hongkong zajął szóste miejsce (odpadli w fazie grupowej, w której wygrali tylko z Koreańczykami 2–0). Cztery lata później zajął wraz z drużyną przedostatnie siódme miejsce (zwycięstwo tylko z Tajami).
Po zakończeniu kariery startował w amatorskich zawodach, był też zawodnikiem reprezentacji Hongkongu weteranów. W 2012 roku Kadir był jednym z pięciu zawodników z kadry olimpijskiej, który mieszkał w Hongkongu.